# Paolo Ragone
Paolo Ragone (Tucumán, Argentina, 10 de marzo de 1982) es un cantante, actor y modelo Argentino, ganador de dos reality show como cantante en Argentina y México. Actualmente integrante del grupo musical Destino San Javier.

## Biografía
Paolo Ragone (nace en Argentina el 10 de marzo de 1982). Es un cantante, actor y modelo Argentino,  ganador de dos realitys como cantante en Argentina y México, con más de 7 discos y más de 2 millones de copias vendidas. Incursionó en la música desde muy temprana edad. Su padre, un cantante famoso en el folklore argentino (“Trío San Javier”), lo apoyó y a los 16 años grabó su primer disco junto a su hermano Bruno Ragone, titulado “Bruno y Paolo”. A los 17 años obtuvo el primer puesto en los “Torneos juveniles bonaerenses” consagrándose como el mejor cantante de Buenos Aires (1999).
Posteriormente consiguió galardones en España junto a la delegación Argentina y grabó su segundo disco “Quiéreme”. En 2002 gana el reality show “La Oportunidad de Tu Vida”, reality de música en Argentina entre 17.000 postulantes; logrando su primer contrato con Sony Music, del cual surge el éxito “Amor Primero”, una composición de Paolo que escala rápidamente los primeros puestos de los charts en Argentina, siendo disco de oro con 23,000 copias vendidas; presentándose en prestigiosos teatros y microestadios de Argentina a sala llena.
Éxito y popularidad fueron llegando a la vida de Paolo y se acrecentarían al interpretar el tema oficial de la telenovela Mujeres apasionadas, telenovela hit brasileña que fue retransmitida en más de 18 países en Latinoamérica y Europa del Este del cual se vendieron más de 2 millones de copias en todo el mundo; 2 años de conciertos por toda Latinoamérica durante 2004 y 2006.
En 2010 ingresa representando a la Argentina en el famoso reality show de México La Academia Bicentenario, en un casting de 1 millón de personas. Se lleva el premio mayor y gana dicho reality como ganador Internacional. Tiene más de 10 discos grabados junto a su hermano como “Bruno y Paolo”. En 2012 llega a Colombia para participar de una de las telenovelas más importantes y galardonadas en el papel antagónico de “Rafael Orozco, el ídolo”. En 2013 viaja a Italia para participar de la emblemática serie italiana “CentoVetrine” y es también en el mismo año donde una de las oportunidades más grandes toca su carrera al protagonizar la obra “El Cartero” (Il Postino como el papel de Mario Jiménez, el cartero.

### Destino San Javier

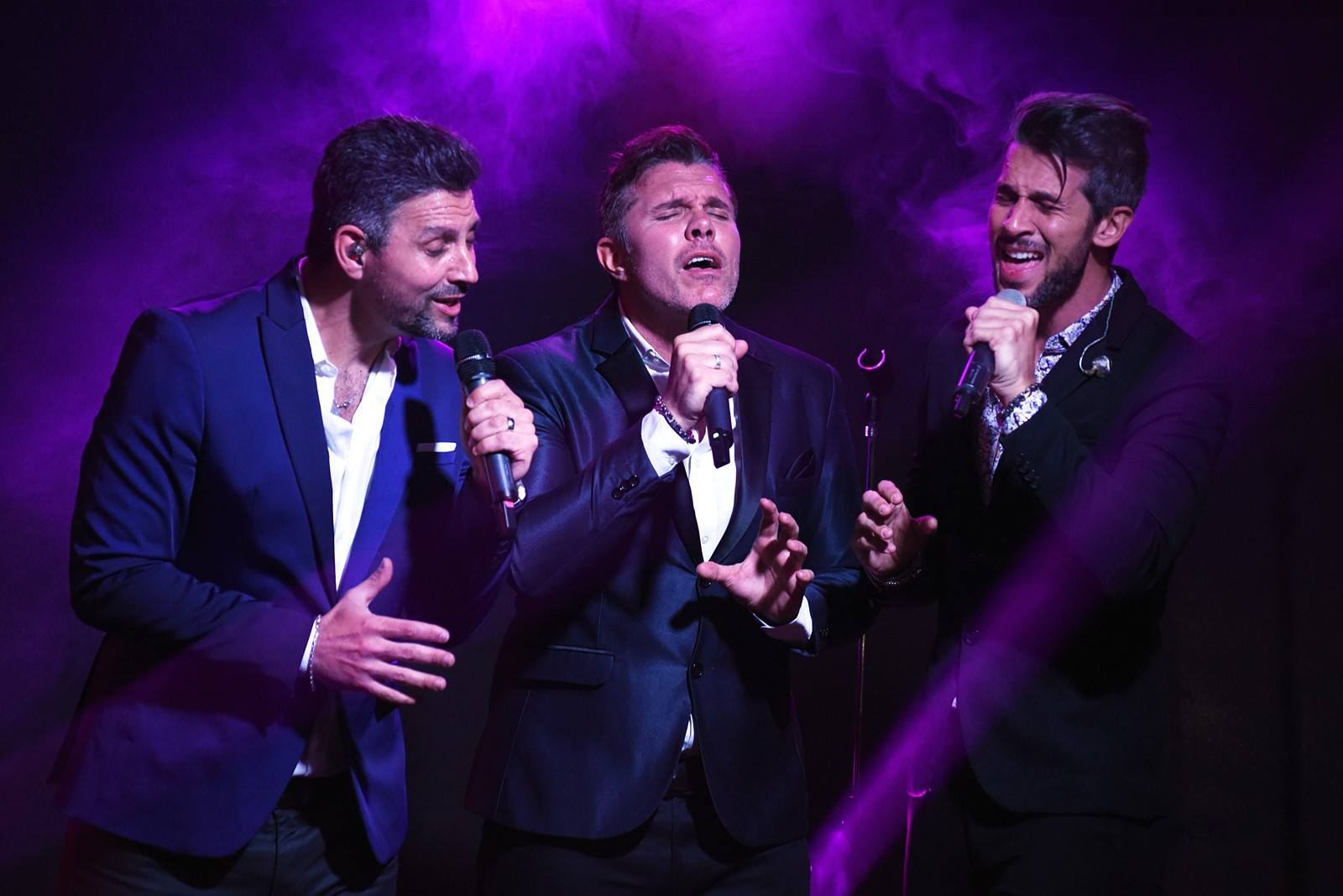
Paolo junto a Destino San Javier

En 2015 deja de lado su carrera como solista para formar parte del grupo Destino San Javier que conforma junto a su hermano Bruno Ragone y su primo Franco Favini. El grupo busca mantener vivo el legado de sus padres y se reúnen para reversionar al Trío San Javier.  En noviembre de 2016 lanzan con Sony Music su álbum debut en donde hacen canciones del Trío San Javier, pero también nuevas canciones, el álbum cuenta con la participación especial de Soledad.
En el verano de 2017 hicieron una intensa gira por los principales festivales de Argentina y el 12 de mayo presentaron su álbum en La Trastienda Club.
Destino San Javier se quedó con la Gaviota de Plata como Mejor intérprete y la Gaviota de Plata como Mejor canción con “Justo Ahora” en la categoría folclórica de la 60.ª edición del Festival Internacional de Viña del Mar 2019.

## Discografía
Álbumes como Bruno y Paolo
- 1997: Bruno y Paolo - FM Records
- 1999: Quiéreme - FM Records

Álbumes de estudio solista
- 2002: Amor Primero (single) - Sony Music
- 2002: Paolo - Sony Music
- 2002: La oportunidad de tu vida (recopilatorio) - Sony Music
- 2003: La voy a buscar (single) - Sony Music
- 2004: Mujeres apasionadas (recopilatorio) - Sony Music
- 2005: Paolo Ragone - Special Edition - Sony Music

Álbumes como Bruno y Paolo
- 2004: 7 Años - FM Records
- 2005: Clásicos - FM Records
- 2008: Recuerdos - FM Records
- 2009: 2000 noches - FM Records
- 2011: No pretendo (single)

Álbumes como Destino San Javier
- 2016: Destino San Javier - Sony Music
- 2017: Festival de canciones (EP)
- 2018: Instinto - Sony Music
- 2021: Amanece - Sony Music

## Espectáculos
- "El Cartero" como Mario Jiménez, Il Postino. (Miracle Theatre, Miami, 2013)

## Televisión
- La oportunidad de tu vida. Ganador del talent show. Canal 13 (Argentina) (2002)
- Son amores. Participación especial. Canal 13 (Argentina) (2003)
- Mujeres apasionadas. Participación especial. Rede Globo (Brasil) (2003)
- Una familia especial. Participación especial. Canal 13 (Argentina) (2005)
- La Academia. Ganador Internacional del talent show. TV Azteca (México) (2010)
- Lo que callamos las mujeres. Unitario. TV Azteca (México) (2011)
- Rafael Orozco, el ídolo. Antagonista. Caracol TV (Colombia) (2012)
- CentoVetrine. Participación especial. Canale 5 (Italia) (2013)
- Decisiones. Telemundo (Estados Unidos) (2013)
- La selección. Reparto. Caracol TV (Colombia) (2014)
- Las Estrellas Participación especial  Canal 13 (Argentina) (2017)

## Sitios oficiales
- Paolo Ragone en Facebook
- Paolo Ragone en X (antes Twitter)
- Paolo Ragone en Instagram

- Datos: Q16615676